# Накамура, Сэйсаку
Сэйса́ку Накаму́ра (яп. 中村 誠策 Накамура Сэйсаку, ок. 1924 — 19 июня 1944) — японский серийный убийца-подросток, известный как «Глухой убийца из Хамамацу». Он убил по меньшей мере 9 человек, в том числе несколько подростков в префектуре Сидзуока.

## Биография
Сэйсаку родился глухим. Он был умным мальчиком и достиг высоких результатов в школе. Накамура любил фильмы про самураев, где люди убивали друг друга боевыми мечами. 22 августа 1938 года, по собственному признанию, он пытался изнасиловать двух женщин и, получив сопротивление, убил их. Тем не менее эти два убийства не включают в его серию убийств. 18 августа 1941 года, в возрасте приблизительно 17 лет, он убил трёх женщин и ранил четвёртую. 20 августа ещё три человека были найдены убитыми. 27 сентября он убил своего брата, ранил своего отца, сестёр, другого брата, его жену и их ребёнка. 30 августа 1942 года он убил нескольких их дочерей и их сына, пытался изнасиловать другую дочь.
Информация о его преступлениях была ограничена, так как такие известия могли вызвать панику в и без того сложное военное время, поэтому Накамура оставался на свободе. Его семья знала о том, что он несёт ответственность за убийства, но они боялись его мести, поэтому не выдавали его. Накамура был арестован 12 октября 1942 года по обвинению в 9 убийствах. На следствии он признался ещё в двух убийствах. 11 ноября его отец покончил с собой. Накамуру осудили как взрослого по законам военного времени. Врачи утверждали, что он невиновен в связи с его невменяемостью. Тем не менее, судебный процесс вскоре был завершён. Суд приговорил Накамуру к смертной казни. Сэйсаку Накамура был повешен 19 июня 1944 года.